# Apparecchio di Haldat

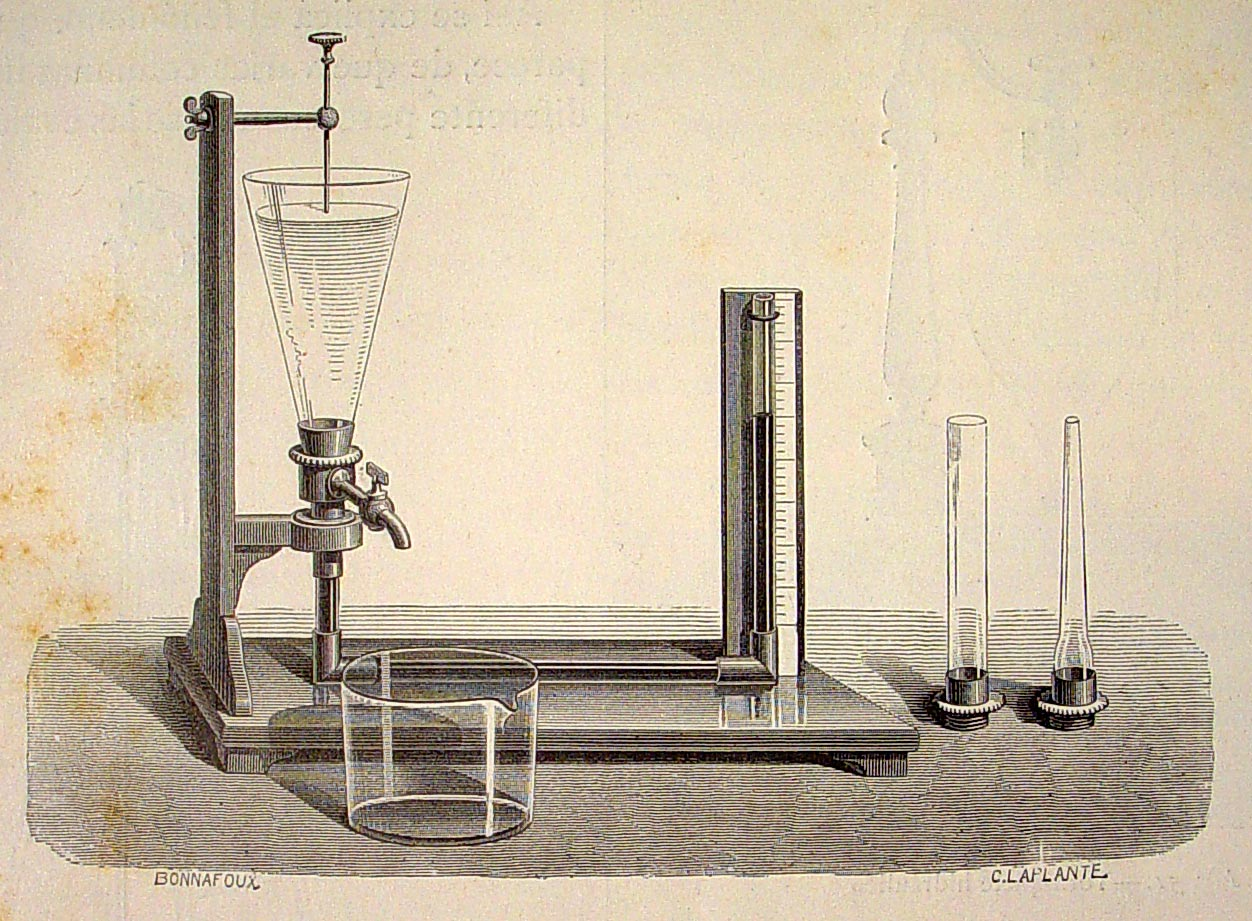
Illustrazione di un apparecchio di Haldat in una rivista del 1882

L'apparecchio di Haldat è uno strumento che fu utilizzato in passato per dimostrare in pubblico la legge di Stevin secondo cui la pressione che un liquido esercita sul fondo del recipiente che lo contiene dipende soltanto dall'altezza del liquido stesso e non dalla forma del recipiente.

## Struttura e funzionamento
Composto da un tubo di vetro che è disposto orizzontalmente e due braccia verticali: una aperta all'estremità mentre all'altro si allaccia un manicotto sul quale si avvitano tre vasi di forme diverse.
Una volta riempiti d'acqua in maniera uguale si osserva che qualunque sia la forma del vaso, il mercurio contenuto nel tubo principale sale sempre al medesimo livello nel braccio aperto.

## Storia
Lo strumento è stato inventato dal medico e fisico francese Charles Haldat.